# 飛べないアヒル
『飛べないアヒル』（とべないあひる  原題: The Mighty Ducks）は、1992年制作のアメリカ映画。弱小の少年アイス・ホッケーチームのコーチになった、若い弁護士の奮闘ぶりを描いたスポーツ・ドラマ。
『D2 マイティ・ダック』、『D3 マイティ・ダックス 飛べないアヒル3』と続編も制作され、更には本作を基にしたテレビアニメ『マイティ・ダックス』も制作された。

## キャスト
※括弧内は日本語吹替
- ゴードン・ボンベイ - エミリオ・エステベス（藤原啓治）
- ジャック・ライリー - レイン・スミス（筈見純）
- ハンス - ジョス・アクランド（加藤精三）
- ケイシー・コンウェイ - ハイディ・クリング（鈴木佳子）
- ジェラルド・ダックスワース - ジョセフ・ソマー（清川元夢）
- ルイス - M・C・ゲイニー（島香裕）
- チャーリー・コンウェイ - ジョシュア・ジャクソン（大友大輔）
- フルトン・リード - エルデン・ラトリフ
- グレッグ・ゴールドバーグ - ショーン・ワイス（坂本千夏）
- レスター・エイヴァーマン - マット・ドハーティ（亀井芳子）
- ジェシー・ホール - ブランドン・アダムス
- ギー・ジャーメイン - ギャレット・ラトリフ・ヘンソン
- コニー・モロー - マーガリート・モロー
- アダム・バンクス - ヴィンセント・A・ラルッソ
- ピーター・マーク - J・D・ダニエルズ
- デイヴ・カープ - アーロン・シュワルツ
- テリー・ホール - ジャシー・スモレット
- タミー - ジェーン・プランク
- トミー - ダニー・タンベレリ

## スタッフ
- 監督 - スティーヴン・ヘレク
- 製作 - ジョーダン・カーナー、ジョン・アヴネット
- 脚本 - スティーヴン・ブリル
- 撮影 - トーマス・デル・ルース
- 音楽 - デヴィッド・ニューマン